# José Rincón Lazcano
José Rincón Lazcano (Madrid, 1880-Madrid, 1964) fue un escritor, poeta y abogado español.

## Biografía
Nació en 1880 en Madrid. Abogado, publicó poesías a lo Gabriel y Galán y cuentos en periódicos, y fue premiado en Juegos Florales. Fue colaborador de la revista Blanco y Negro y autor de títulos como Historia de los monumentos de la villa de Madrid (1909), los versos Del viejo tronco (1910), la comedia de costumbres La alcaldesa de Hontanares (1917) y el drama Espigas de un haz (1920). Murió el 19 de marzo de 1964 en su ciudad natal.